# ستيفن د. لي
ستيفن د. لي (بالإنجليزية: Stephen D. Lee) هو عسكري وسياسي أمريكي، ولد في 22 أكتوبر 1833 في تشارلستون في الولايات المتحدة، وتوفي في 28 مايو 1908 في فيكسبيرغ في الولايات المتحدة. انتخب عضو مجلس ولاية مسيسيبي.